# Пантелеимон (Калафатис)
Митрополи́т Пантелеи́мон (греч. Μητροπολίτης Παντελεήμων, в миру Михаи́л Калафа́тис греч. Μιχαήλ Καλαφάτης; род. 1943, Петрокераса, Греция) — епископ Элладской православной церкви (формально также Константинопольской православной церкви), митрополит Ксантийский и Перифеорийский (с 1995).

## Биография
Родился в 1943 году в Петрокерасе, в Халкидики, в Греции.
В 1967 году окончил юридический факультет Аристотелевского университета в Салониках, а в 1973 году — богословский факультет того же университета.
В 1970 году последовательно был хиротонисан во диакона и пресвитера и служил проповедником в Спарте, в Монемвасийской и Спартанской митрополии.
Позднее был директором семинарии в Кавале и протосинкеллом в Филиппской митрополии, а также игуменом Успенского в монастыря на Тасосе.
В 1995 году Священным синодом Элладской православной церкви был избран митрополитом Ксантийским и Перифеорийским. 29 января 1995 года состоялась его архиерейская хиротония. Хиротонию возглавил митрополит Драмский Дионисий (Кирацос).
1 февраля 2001 года получил степень почётного доктора Фракийского университета Демокрита.
Вошёл в «Список сослуживших с украинскими раскольниками иерархов Элладской Православной Церкви», распространённый циркулярным письмом Московской патриархии 8 ноября 2022 года, «с кем не благословляется молитвенное и евхаристическое общение и в епархии которых также не благословляется совершение паломнических поездок».